# Serafim Fernandes de Araújo
Serafim Fernandes de Araújo   (Minas Gerais, 13 d'agost de 1924 - Belo Horizonte, 8 d'octubre de 2019) va ser un cardenal brasiler de l'Església Catòlica, arquebisbe emèrit de Belo Horizonte

## Biografia
Nascut a Minas Novas, a l'estat de Minas Gerais, va ser ordenat prevere el 12 de març de 1949 per l'arquebisbat de Diamantina a la basílica de Sant Joan del Laterà de Roma, doctorant-se en teologia i dret canònic a la Pontifícia Universitat Gregoriana de Roma el 1951. Retornà al Brasil i celebrà la seva primera missa el 17 de setembre de 1951 a Itamarandiba. Després va ser rector a Gouveia entre 1951 i 1957. En aquest mateix període actuà com a capellà de la Companyia Industrial de São Roberto. Entre 1956 i 1957 assumí el càrrec de capellà militar del 3r batalló militar de la Policia Militar de Minas Gerais, on també va ser director d'ensenyament religiós a l'arquebisbat de Diamantina i com a professor de dret canònic al seminari provincial.
A Curvelo, on va ser rector el 1957 i canonge entre 1958 i 1959, actuà també com a professor en diverses escoles.
Va ser nomenat bisbe titular de Vewrinopoli i auxiliar de Belo Horizonte el 19 de gener de 1959. va ser ordenat bisbe el 7 de maig de 1959 a Diamantina, amb només 34 anys (el bisbe més jove de la història del Brasil) per Jose Newton de Almeida Baptista, arquebisbe de Diamantina. Assumí també la tasca de vicari general, administrador i director d'ensenyament religiós de l'arquebisbat, a més de ser professor de cultura religiosa de la Universitat Catòlica de Minas.
Entre 1960 i 1981 va ser rector de la Universitat de Minas. Participà en el Concili Vaticà II. Assistí a la Tercera Conferència General de Bisbes Llatinoamericans, celebrada a Puebla (Mèxic), celebrada entre el 27 de gener i el 13 de febrer de 1979. Va ser promogut a coadjutor amb dret a successió de l'arquebisbat de Belo Horizonte el 22 de novembre de 1982. Va passar a ser Arquebisbe de Belo Horizonte el 5 de febrer de 1986. Assistí a la Quarta Conferència General de Bisbes Llatinoamericans, celebrada a Santo Domingo entre el 12 i el 28 d'octubre de 1992, sent un dels seus presidents. Assistí a la IX Assemblea Ordinària del Sínode de Bisbes, celebrada al Vaticà entre el 2 i el 29 d'octubre de 1994 i, finalment, assistí a l'Assemblea Especial per Amèrica del Sínode de Bisbes al Vaticà, celebrada entre el 16 de novembre i el 12 de desembre de 1997.

### Cardenalat
Serafim Fernandes va ser creat cardenal prevere pel Papa Joan Pau II el 21 de febrer de 1998, rebent la birreta cardenalícia i el títol de San Luigi Grignion de Montfort. El 28 de gener de 2004 va ser nomenat arquebisbe emèrit de Belo Horizonte.